# Johann Theodor Wehrenfennig
Johann Theodor Wehrenfennig (* 27. April 1794 in Gosau; † 26. Jänner 1856 in Goisern) war ab 1819 evangelischer Pfarrer von Goisern und ab 1855 der dritte Superintendent der evangelischen Superintendentur A. B. Oberösterreich, welche sich damals über die Kronländer Oberösterreich, Salzburg und Tirol erstreckte.

## Leben
Johann Theodor wurde 1794 geboren. Sein Vater war Julius Theodor Wehrenfennig, der erste Pfarrer der Toleranzgemeinde Gosau. Johann Theodor studierte in Tübingen, unter anderem bei Stendel und Bahnmeier. Ab 1816 war er Pfarrer in Schladming. Im Jahr 1819 folgte er seinem Schwiegervater Johann Georg Overbeck als dritter evangelischer Pfarrer von Goisern. Die Pfarre Goisern ist (ebenfalls) eine Toleranzgemeinde. Diese Kirchengemeinden wurden im Anschluss an das durch Kaiser Joseph II. erlassene Toleranzpatent von 1781, welches die Wiedererrichtung einer evangelischen Kirchenstruktur erlaubte, konstituiert.
Im Jahr 1833 wurde Johann Theodor zusätzlich zu seinem Pfarrberuf zum Senior der Kirche berufen. In seine Amtszeit fällt auch die 1837 erfolgte Pfarrerhebung der Gemeinde Hallstatt, welche bis dahin zum Kirchensprengel Goisern gehörte. 1848 wurde er gemeinsam mit Jakob Ernst Koch aus Wallern evangelischer Vertreter im Landtag von Oberösterreich („Österreich ob der Enns“). Sein Nachfolger als Pfarrer von Goisern war ab 1856 sein Sohn Ernst Moritz Konrad Wehrenfennig.

## Superintendent
Bereits ab den 1830er Jahren musste er auf Grund einer Erkrankung seines Vorgängers Johann Steller diesen immer wieder in der Funktion des Superintendenten vertreten. Am 1. März 1855 wurde Johann Theodor Wehrenfennig zum Superintendenten berufen. Die Superintendentur Oberösterreich erstreckte sich über Oberösterreich, Salzburg und Tirol. Er war nach Johann Christian Thielisch und Johann Steller der dritte Amtsinhaber, jedoch der erste nicht mehr ernannte, sondern gewählte Superintendent. Bereits am 26. Jänner 1856 verstarb er auf dem Friedhof Goisern nach Einsegnung einer Leiche.